# Compresseur à hydrures
Un compresseur à hydrures est un compresseur d'hydrogène à base d'hydrures métalliques avec absorption d'hydrogène à basse pression, dégageant de la chaleur, et désorption d'hydrogène à haute pression, absorbant de la chaleur, en augmentant la température avec une source de chaleur externe comme un lit à eau chauffé ou une bobine électrique,.
Les avantages du compresseur à hydrure sont la densité volumétrique élevée, l'absence de parties mobiles, la simplicité de conception et de fonctionnement, la possibilité de consommer de la chaleur perdue au lieu de l'électricité  et la réversibilité du cycle d'absorption / désorption. Les inconvénients sont le coût élevé de l'hydrure métallique et son poids.

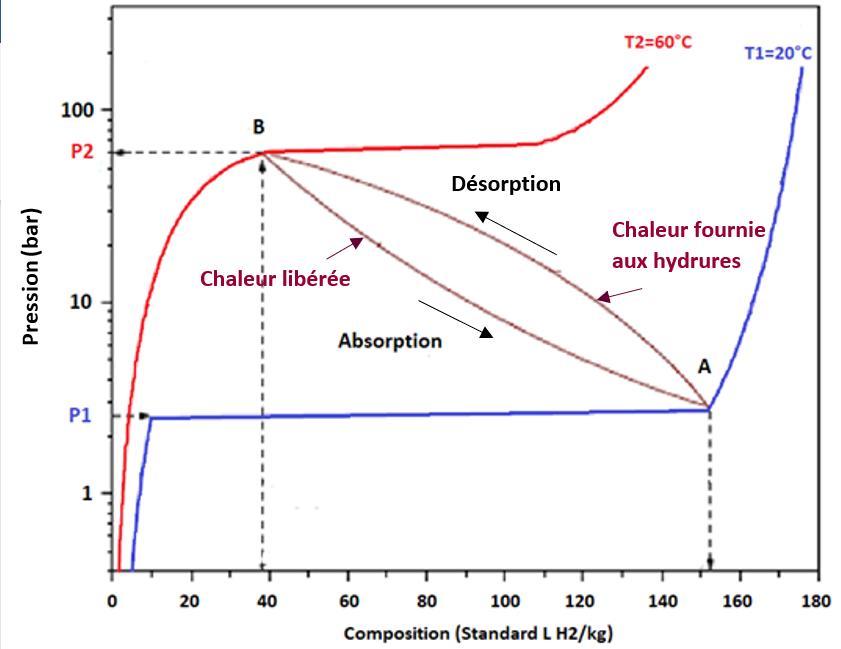
Cycle thermodynamique d'un compresseur à hydrures

Parmi les entreprises qui commercialisent des compresseurs à hydrures, on compte Hystorsys (Norvège), Eifhytec (France), et Cyprus (Grèce). La technologie est aussi le sujet de fréquentes recherches à l'échelle de laboratoire.